# RV Nathaniel B. Palmer
Pour les articles homonymes, voir Palmer.
Le Nathaniel B. Palmer est un navire brise-glace scientifique de la National Science Foundation des États-Unis (US NSF). Il effectue des missions scientifiques en Antarctique. Le bateau porte un hélicoptère et peut embarquer une cinquantaine de scientifiques pour des missions de plusieurs mois.

## Historique

### Du navire
Le navire a pris le nom de Nathaniel Palmer, le premier américain à avoir aperçu l'Antarctique. Le navire a été construit par les chantiers Edison Chouest Offshore et a été lancé en 1992. Edison Chouest possède et arme le Palmer, mais il est affrété par la US NSF.

### Des découvertes
C'est l'équipage scientifique du Nathaniel B. Palmer qui découvre l'Île Sif le 11 février 2020.